# 小行星5277
小行星5277（5277 Brisbane）是一颗绕太阳运转的小行星，为主小行星带小行星。该小行星于1988年2月19日发现。

## 轨道参数
小行星5277的轨道半长轴为344 704 086 km，2.3041717 UA，离心率为0.142。